# Thomas Percy (politico)
Thomas Percy (1560 – Holbeche, 8 novembre 1605) è stato un politico inglese.

## Biografia
Cattolico, fu inviato dal conte di Northumberland presso Giacomo VI di Scozia affinché il sovrano protestante rispettasse il cattolicesimo, ma il futuro re, nonostante le promesse, iniziò, una volta divenuto re d'Inghilterra, una politica di diffidenza verso i cattolici.
Percy complottò allora con Robert Catesby e Guy Fawkes, nella cosiddetta congiura delle polveri, per uccidere il re e far esplodere la House of Parliament.
Venne però scoperto e ucciso in uno scontro armato.

## Letteratura
Thomas Percy compare come personaggio nell'ultimo capitolo della trilogia di Ken Follett La colonna di fuoco, romanzo del 2017.